# 小林天神古墳
小林天神古墳（こばやしてんじんこふん/こばやしのてんじんこふん、天神山古墳）は、群馬県桐生市新里町小林にある古墳。形状は円墳。桐生市指定史跡に指定されている（指定名称は「小林の天神古墳」）。

## 概要

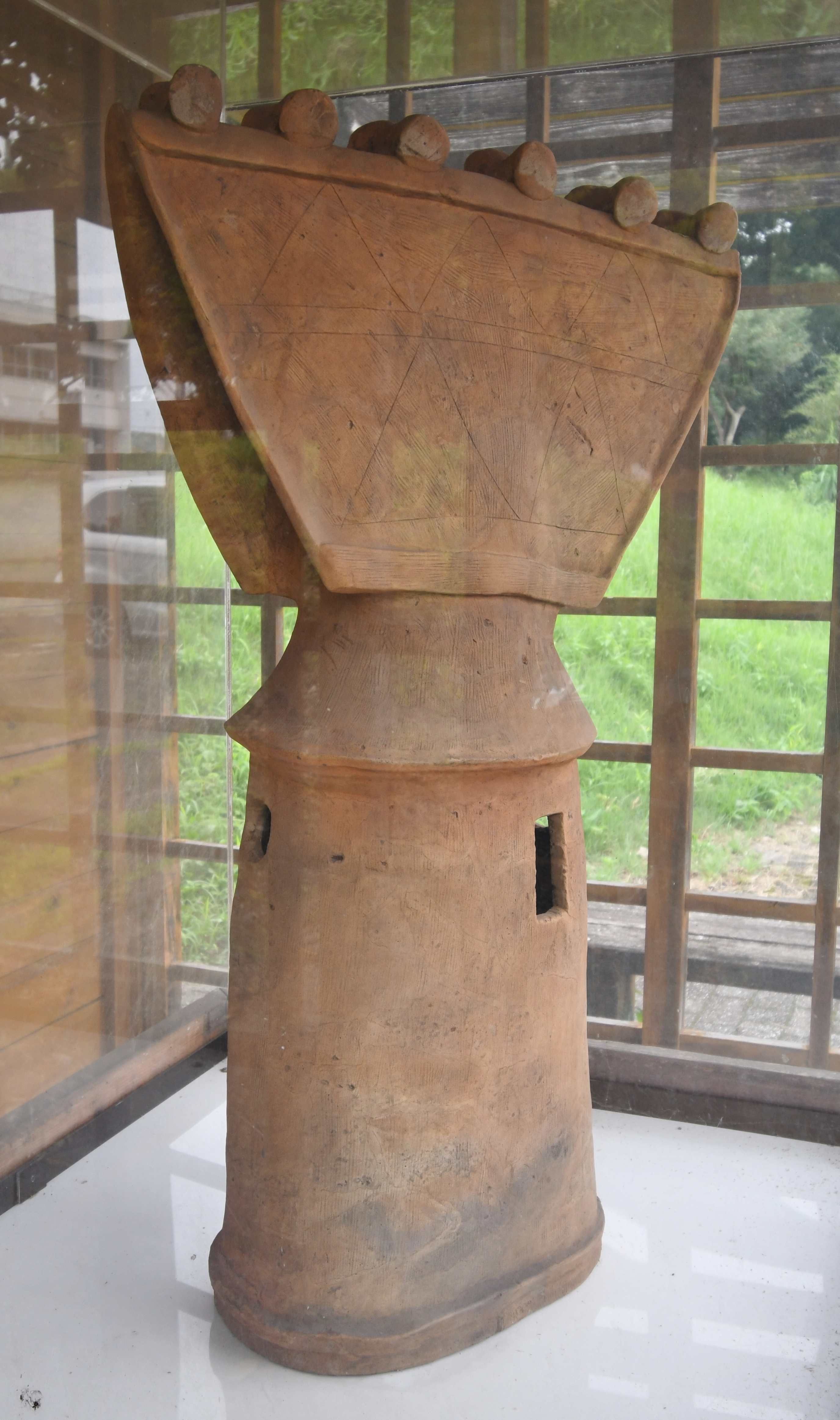
家形埴輪（複製）

群馬県東部、赤城山南麓の緩斜面に築造された大型円墳である。古墳名は、かつて墳丘上に天神が祀られていたことに由来する。現在までに墳丘北側は道路敷設の際に削平を受けているほか、昭和初期の開墾の際に石室が開口している。
墳形は円形で、直径42メートル・高さ3メートルを測る。墳丘は2段築成。墳丘表面では円筒埴輪列・形象埴輪（家形・鞆形埴輪、人物埴輪頭部など）が検出されているが、葺石は認められていない。また墳丘周囲には幅4メートルの周溝が巡らされる。埋葬施設は無袖式の横穴式石室で、南西方向に開口する。石室内からは副葬品として鉄刀・金環・丸玉・鉄鏃・須恵器などが検出されている。築造時期は古墳時代後期の6世紀代と推定される。
古墳域は1971年（昭和46年）に旧新里村指定史跡（現在は桐生市指定史跡）に指定された。現在では桐生市立新里中央小学校の敷地内で保存され、石室開口部は封鎖されている。

## 埋葬施設
埋葬施設としては無袖式横穴式石室が構築されており、南西方向に開口する。石室の規模としては石室全長6.4メートル・玄室長さ3.6メートルを測る。
石室の石材は地元産の輝石安山岩で、自然石の乱石積みによって構築される。入り口から2.8メートルの位置には框石を置いて羨道・玄室を区画し、玄室は羨道部よりも1段下がる。
石室内からは副葬品として、鉄刀2・金環9・丸玉50・鉄鏃・須恵器などが検出されている。

## 文化財

### 桐生市指定文化財
- 史跡
  - 小林の天神古墳 - 1971年（昭和46年）10月1日指定[2][1]。